# Уро-Німіні Чаньїру
Уро-Німіні Чаньїру (фр. Ouro-Nimini Tchagnirou, нар. 31 грудня 1977, Ломе, Того) — тоголезький футболіст, що грав на позиції воротаря.
Виступав за національну збірну Того.

## Клубна кар'єра
У дорослому футболі дебютував 2001 року виступами за команду клубу «Семассі», в якій провів один сезон. Своєю грою за цю команду привернув увагу представників тренерського штабу малійського клубу «Серкль Олімпік де Бамако», до складу якого приєднався 2003 року.
Згодом з 2005 по 2006 рік грав у складі команд клубів «Стад Малієн» та «Джоліба».
2007 року повернувся до клубу «Стад Малієн», за який відіграв три сезони. Завершив професійну кар'єру футболіста виступами за команду «Стад Малієн» у 2010 році.

## Виступи за збірну
2000 року дебютував в офіційних матчах у складі національної збірної Того. Протягом кар'єри у національній команді, яка тривала вісім років, провів у формі головної команди країни чотирнадцять матчів.
У складі збірної був учасником Кубка африканських націй 2002 року в Малі, Кубка африканських націй 2006 року в Єгипті, чемпіонату світу 2006 року в Німеччині.